# Seiwa Genji
Die Seiwa Genji (jap. 清和源氏) waren der erfolgreichste und mächtigste Zweig der vielen Familienzweige des Minamoto-Clans. Viele der berühmtesten Minamoto-Krieger, so Minamoto no Yoritomo, Gründer des Kamakura-Shogunates, stammten dieser Linie ab. Die Familie ist nach dem Kaiser Seiwa benannt, dem Großvater von Minamoto no Tsunemoto, dem Patriarchen der Seiwa Genji.
- Minamoto no Tsunemotos Sohn war Minamoto no Mitsunaka (912-997?), der 3 Söhne hatte:
  - Yorimitsu (944-1021), Sohn von Tsunemoto, Ahnherr der Settsu Genji (auch "Tada Genji")
    -       -         -           - Yorimasa (1104-1180), Ein Urenkel von Yorimitsu (Settsu Genji)

  - Yorichika (954-?), Sohn von Tsunemoto, Ahnherr der Yamato Genji
  - Yorinobu (968-1048), Sohn von Tsunemoto, Ahnherr der Kawachi Genji
    - Yoriyoshi (998-1082?), Sohn von Yorinobu
      - Yoshiie (1041-1108), Sohn von Yoriyoshi
        -           - Tameyoshi (1096-1156), Enkel von Yoshiie
            - Yoshitomo (1123-1160), Sohn von Tameyoshi
              - Yoshihira (1140-1160), Sohn von Yoshitomo
              - Yoritomo (1147-1199), Sohn von Yoshitomo, erster Kamakura-Shogun
                - Yoriie (1182-1204), Sohn von Yoritomo, zweiter Kamakura-Shogun
                - Sanetomo (1192-1219), Sohn von Yoritomo, dritter Kamakura-Shogun

              - Noriyori (1156-1193), Sohn von Yoshitomo
              - Yoshitsune (1159-1189), Sohn von Yoshitomo, einer der berühmtesten Samurai

            - Yoshikata (?-1155), Sohn von Tameyoshi
              - Yoshinaka (1154-1184), Sohn von Yoshikata

            - Tametomo (1139-1170), Sohn von Tameyoshi
            - Yukiie (?-1186), Sohn von Tameyoshi

        - Yoshikuni (1082-1155), Sohn von Yoshiie, Ahnherr der Familien Ashikaga und Nitta

      - Yoshitsuna (?-1134), Sohn von Yoriyoshi
      - Yoshimitsu (1045-1127), Sohn von Yoriyoshi, Ahnherr der Satake-, Hiraga- und Takeda-Familien